# Adeixis
Adeixis là một chi bướm đêm thuộc họ Geometridae.

## Các loài
- Adeixis inostentata (Walker, 1861)